# BMW X6
BMW X6 je automobil vyráběný německou automobilkou BMW, kombinující vlastnosti SUV a kupé. Veřejnosti byl představen v roce 2007 a od roku 2008 je v sériové výrobě. BMW označuje tento automobil jako sports activity coupé (SAC). Model X6 je v podstatě zakladatelem této kategorie, do které patří například Acura ZDX.
BMW X6 je spojením agility, jízdního výkonu a atletického designu velkého Coupé BMW s mnohostranností a zvýšenou pozicí sedadel SAV. BMW X6 navíc nabízí další dvě světové premiéry – sériově dodávanou Dynamic Performance Control a zcela nový motor V8 s TwinPower turbodmychadlem s přímým vstřikováním benzínu, který představuje nejefektivnější pohon ve své třídě. K úspornosti vozu přispívají technologie BMW EfficientDynamics, tedy technologie, díky nimž se snižuje spotřeba a zvyšuje výkon a jízdní dynamika. Patří k nim např. rekuperace kinetické energie, ovládání vzduchových klapek a inteligentní lehká konstrukce. Automobil je vybaven pohonem všech kol xDrive a interiér se od ostatních BMW příliš neliší.
Od roku 2009 je k dostání i hybridní verze ActiveHybrid, kombinující zážehový motor a elektromotor. V roce 2011 proběhl malý facelift zahrnující přední čelo.

## Galerie

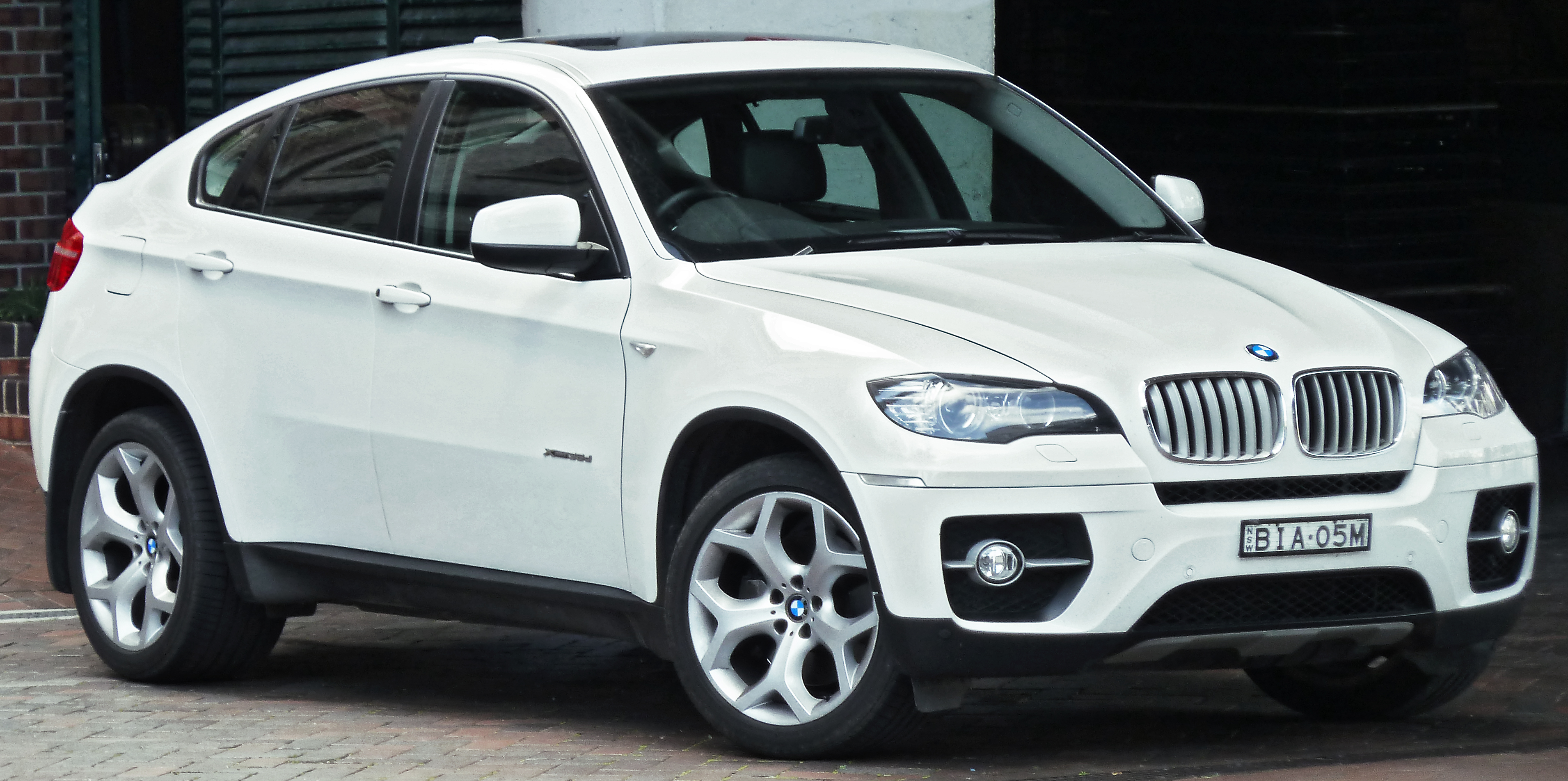
model E71 (2008–2014)
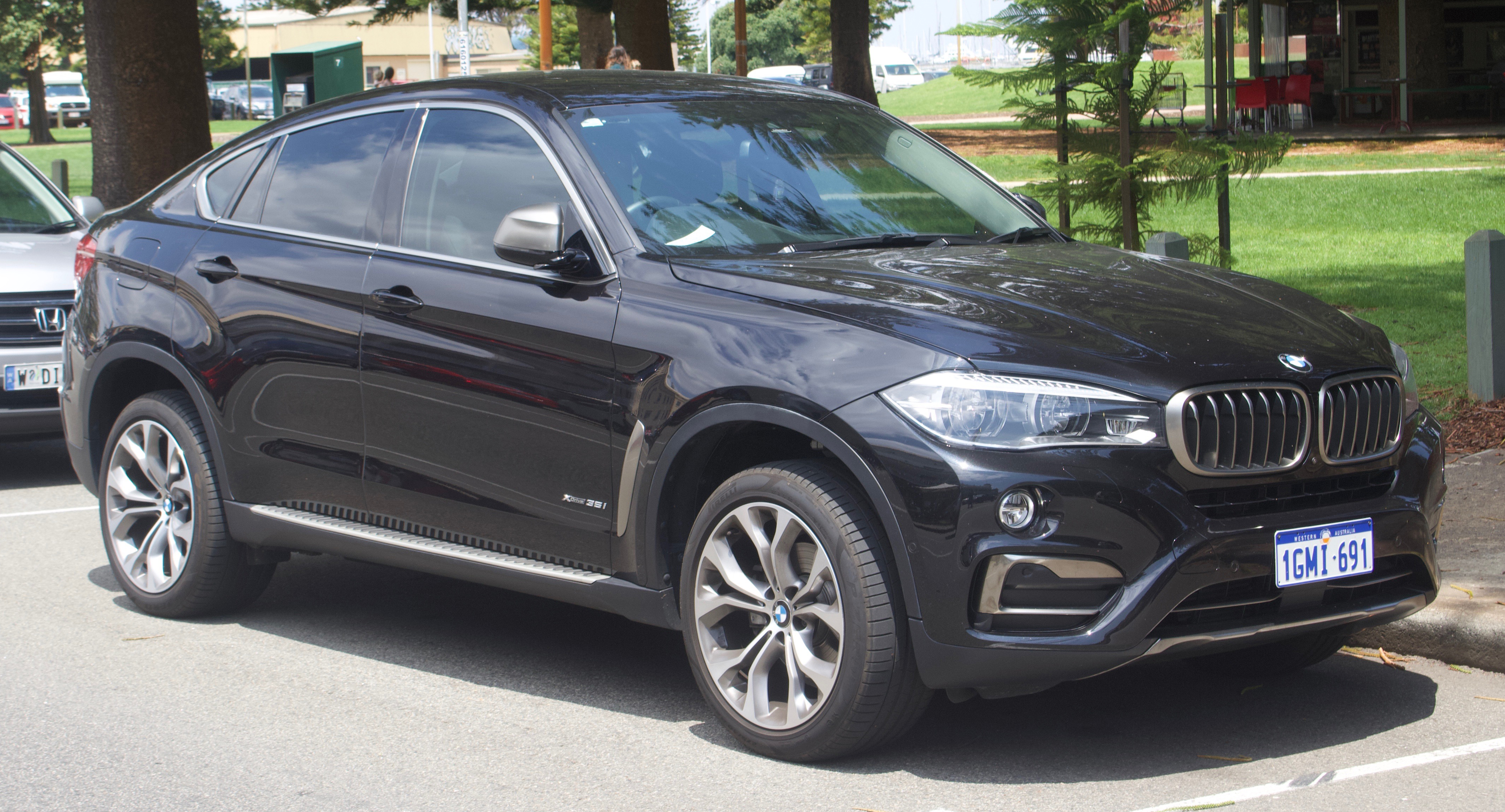
model F16 (2014–2019)
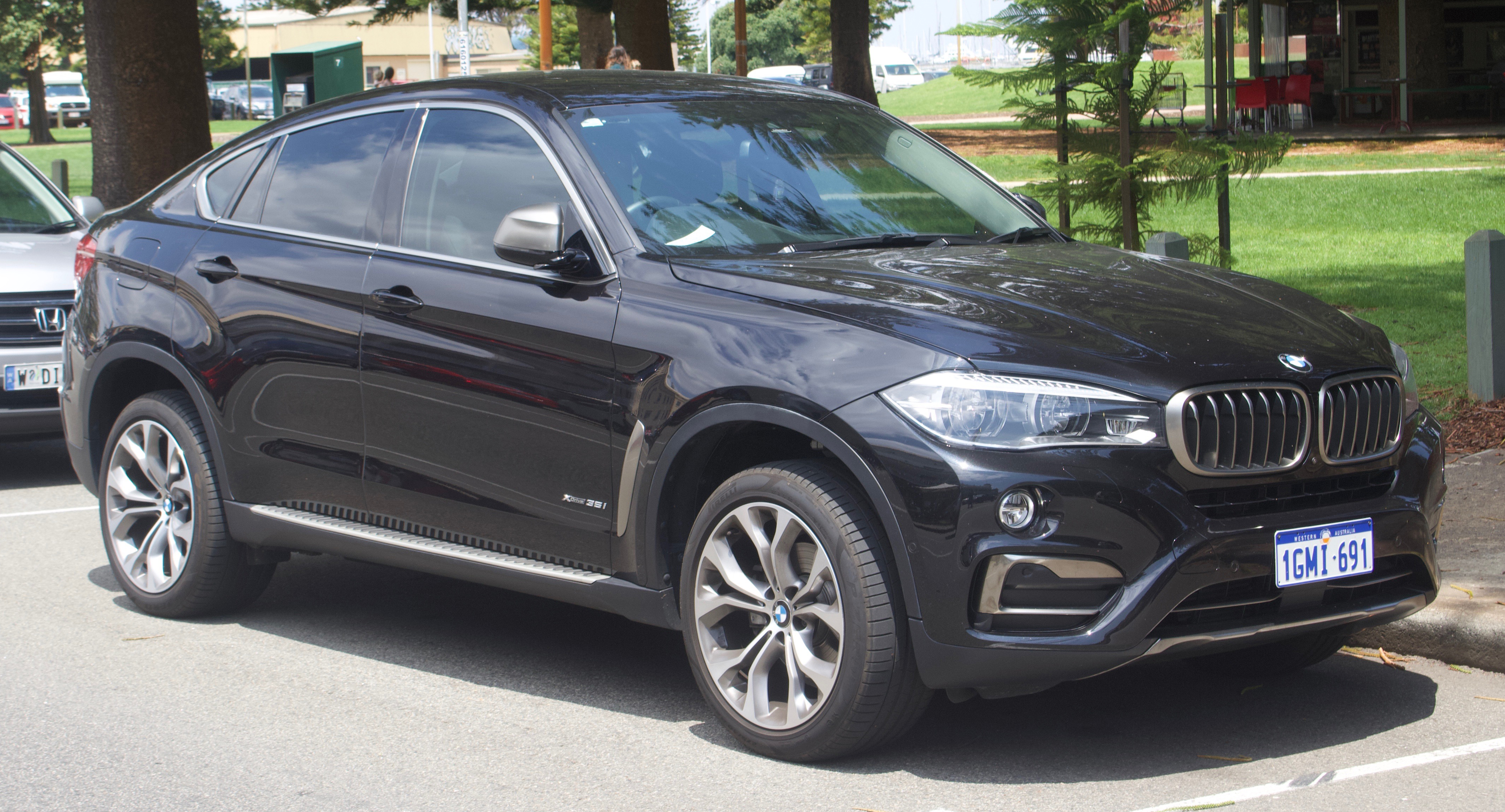
model G06 (2019–současnost)